# Aston Martin DB10
Der Aston Martin DB10 ist ein Sportwagen des britischen Automobilherstellers Aston Martin. Das Coupé wurde speziell für den 24. James-Bond-Film Spectre gebaut.

## Geschichte
Anlässlich des 50-jährigen Jubiläums der Kooperation zwischen Aston Martin und Eon Productions entschloss man sich, einen neuen Sportwagen zu fertigen. Somit führt der DB10 die langjährige Tradition fort, welche 1964 mit dem DB5 im Film Goldfinger begann. Das Fahrzeug wurde am 4. Dezember 2014 in den Londoner Pinewood Studios der Öffentlichkeit präsentiert.
Der Sportwagen wurde in Handarbeit mit einer Auflage von zehn Exemplaren produziert. Dabei dienten acht Wagen als Filmfahrzeuge, die restlichen zwei wurden für PR-Zwecke eingesetzt. 
Eines wurde mit einer von Daniel Craig signierten Plakette versehen und am 18. Februar 2016 bei einer Auktion bei Christie’s versteigert. Der Erlös von 2.434.500 £ (umgerechnet ca. 3.142.000 €) kommt der Hilfsorganisation Ärzte ohne Grenzen zugute.

## Technik
Der DB10 basiert auf der internen VH-Plattform, hat jedoch einen längeren Radstand, welcher fast dem des One-77 entspricht. Er ist mit dem 4,7-l-V8-Motor mit 321 kW (436 PS) aus dem V8 Vantage S ausgestattet.

## Galerie

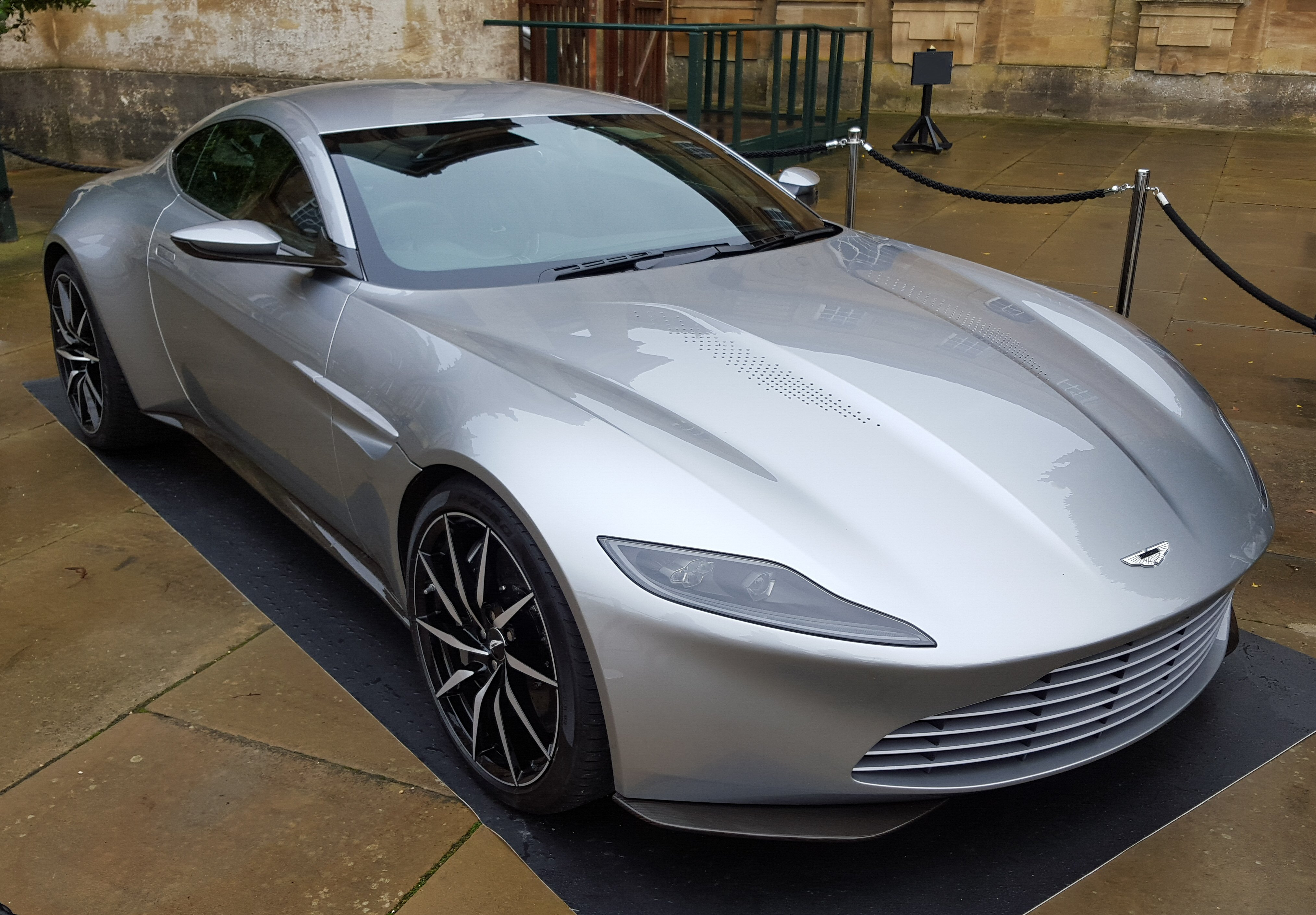
Frontansicht des Aston Martin DB10
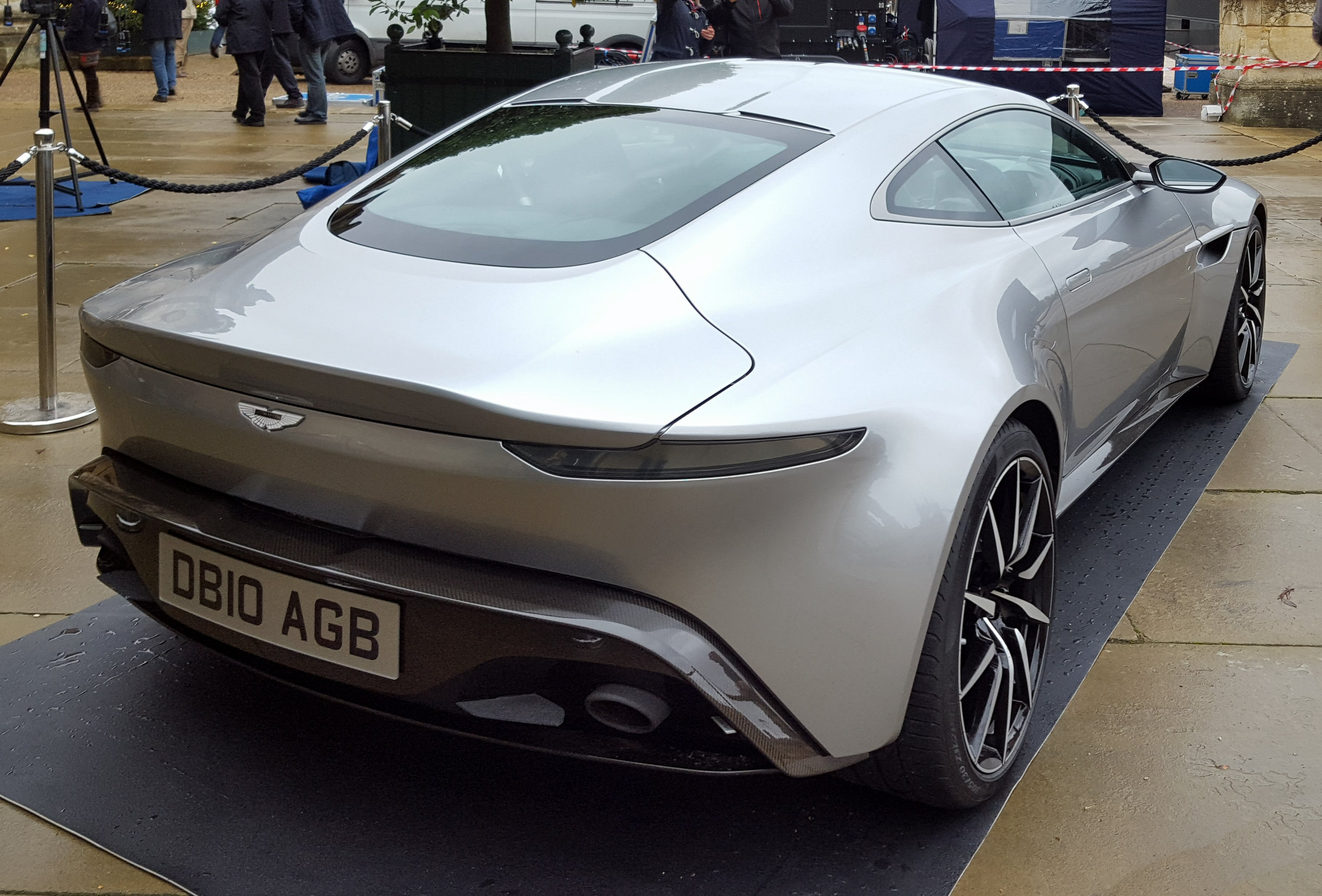
Heckansicht des Aston Martin DB10
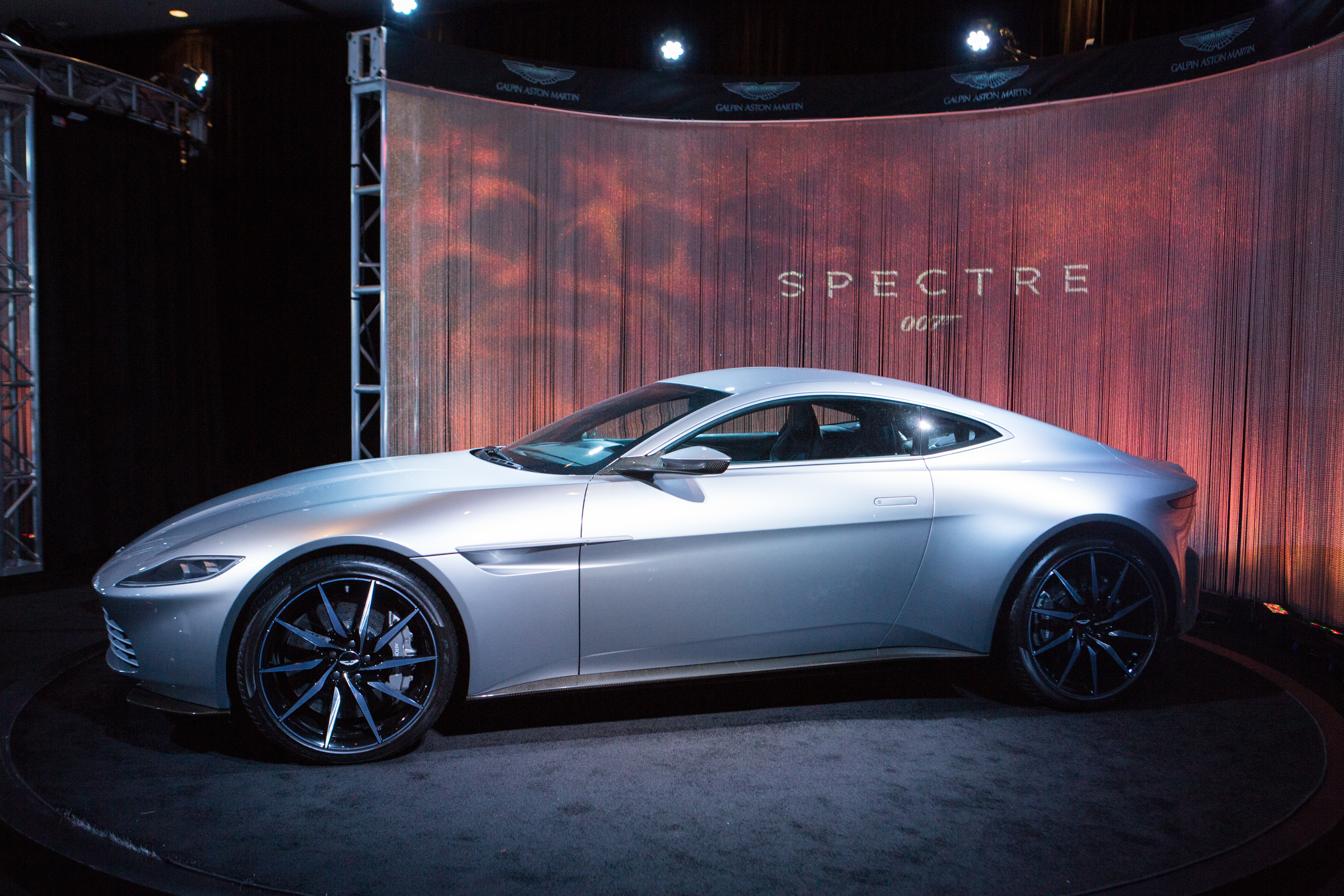
Seitenansicht des Aston Martin DB10
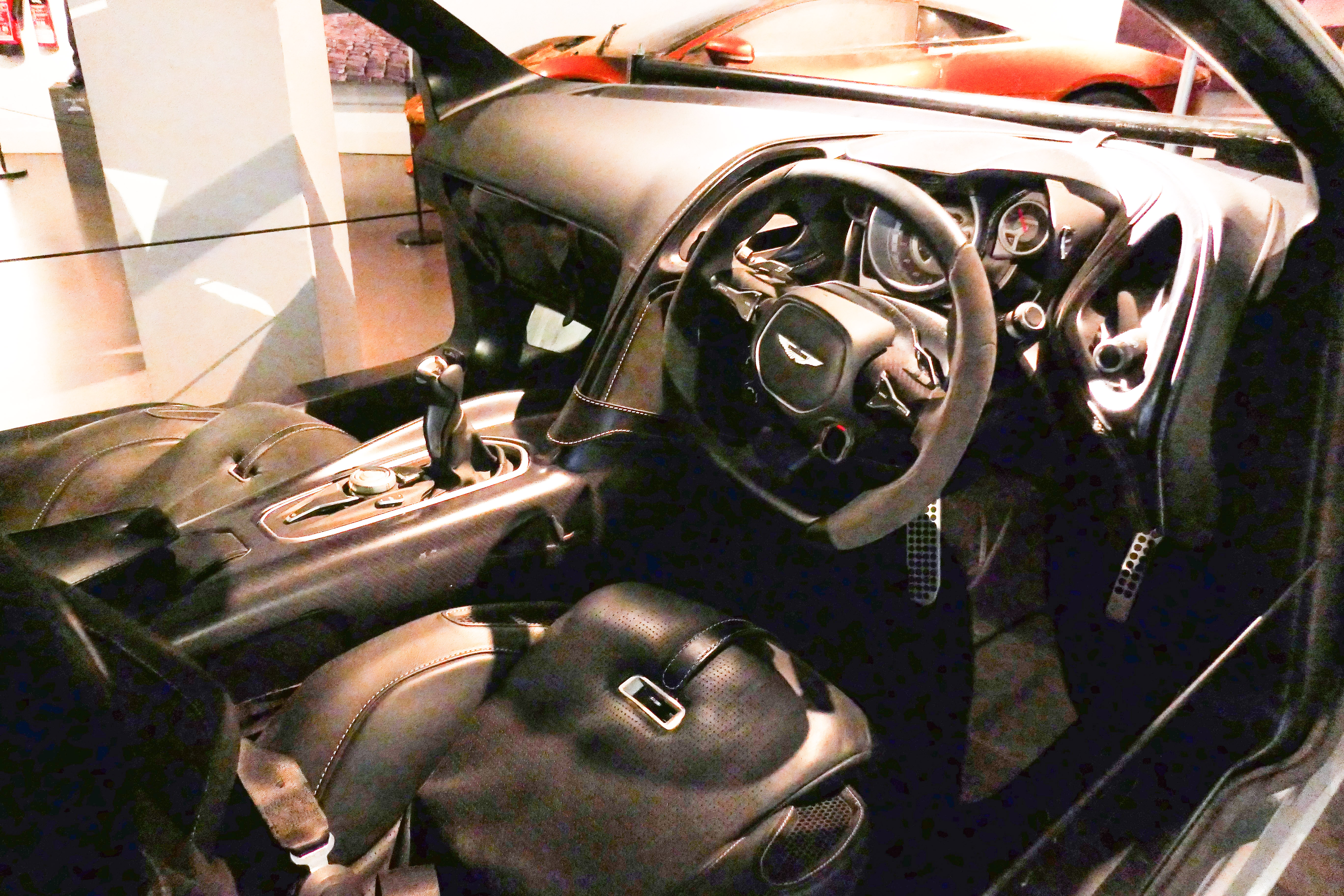
Interior des Aston Martin DB10